# Distretto di Temburong
Temburong è un distretto del Brunei situato nel Nord dell'isola del Borneo con 10.543 abitanti al 2016.
Il capoluogo distrettuale Bangar è la città più popolata del distretto.

## Geografia fisica
Temburong è il più orientale tra i 4 distretti del Brunei ed è territorialmente separato dagli altri, essendo un'exclave del sultanato all'interno della Malaysia; dal marzo 2020 è collegato al resto del sultanato dal Ponte Temburong. A nord le coste del Temburong sono bagnate dal Mar Cinese Meridionale. Il territorio è completamente pianeggiante. Il clima è di tipo equatoriale che è caratterizzato da frequenti precipitazioni e un caldo afoso.

## Società
La religione maggiormente praticata è l'islamismo mentre la lingua ufficialmente riconosciuta dallo stato è il malese.

## Geografia antropica

### Suddivisioni amministrative
Il distretto di Temburong è diviso in 5 Mukim, chiamati:
1. Mukim di Amo
2. Mukim di Bangar
3. Mukim di Batu Apoi
4. Mukim di Bukok
5. Mukim di Labu